# Filosofia de la informació
La filosofia de la informació és un camp dins la filosofia desenvolupat der Luciano Floridi que tracta sobre la investigació de la natura conceptual i els principis bàsics de la informació, entre aquests la manipulació de dades, l'intercanvi d'informació, la utilització d'aquesta informació. Aquest camp de la filosofia també es dedica a elaborar metodologies sobre la teòrico-informatives per tal de ser aplicades a problemes majors.

## Característiques
Com que la tecnologia ha produït un canvi informacional, una transformació de la naturalesa de les coses, ha calgut una branca filosòfica que es dediqués a la re-ontologització de l'entorn.
La filosofia de la informació investiga de manera crítica la natura conceptual i els principis bàsics de la informació per tal de realitzar una teoria de la informació i una metodologia de càlcul de cara als problemes filosòfics.
També estudia en fenomen informatiu així com s'ha d'utilitzar, processar i administrar la informació.

## Luciano Floridi i la filosofia de la informació
Considerat un dels màxims representants de la tecnoètica, Luciano Floridi es dedica a investigar les qüestions ètiques que sorgeixen a partir del desenvolupament i aplicació de les tecnologies avui en dia.
Les seves investigacions es basen en l'aproximació filosòfica cap a la societat actual, on Internet és un element crucial en la quotidianitat.
El que es vol aconseguir amb aquesta branca filosòfica és combinar la lògica, informàtica i neurociencia per tal de crear un model post-modernista que porti cal a la relació de la informació i les estructures orgàniques del sistema nerviós.
Presenta dos dinàmiques diferenciades amb relació a l'ús de la informació:
1. Dinàmica lineal: la informació és ordenada i progressista. Està directament relacionat amb els coneixements bàsics i habilitats motores.
2. Dinàmica de xarxa: la informació està interrelacionada, és dinàmica i canvia. El cervell forma part d'aquesta dinàmica, canvia les connexions sinàptiques de la xarxa neuronal.

L'any 2004, Luciano Floridi va publicar un escrit en què parlava sobre els problemes dins la filosofia de la informació. Aquest escrit contenia idees que havien quedat obertes, que podien o bé desenvolupar-se, o ser refutades per tal de seguir avançant el en camp de la filosofia de la informació. Aquests problemes els va organitzar segons la seva naturalesa: analítics, semàntics, cognitius, naturalistes o valoratius.